# Храм Сергия Радонежского (Липовка)
Церковь Се́ргия Ра́донежского — приходской храм Липецкой епархии в селе Липовке Задонского района. Памятник архитектуры XVIII века (объект культурного наследия регионального значения).

## История храма

### XVIII — середина XX века
Согласно сохранившимся документам, деревянная церковь существовала в Липовке уже в 1705 году. В 1769 году вместо прежней была построена новая, каменная.
Из описания 1887 года можно узнать, как выглядела оригинальная каменная церковь: алтарь церкви выходил на северо-восток; здание было сложено из «большемерного кирпича», стены с внешней стороны гладкие, оштукатурены и выбелены извёсткой. Постройка сохранилась в изначальном виде (без каких-либо изменений конструкции). Кровля железная, шатровая, выкрашена в зелёный цвет. Кресты железные, четырёхконечные. Паперть — каменная; с южной стороны имелся вход в виде каменного же крыльца.
Как следует из описания, алтарь отделялся от основного пространства здания «каменными стенами с тремя пролётами». Храм имел два придела; вход в трапезную был выполнен в виде полукруглой арки. Крестовые своды разделены арками на равные части. Ход из трапезной вёл на колокольню и хоры. Иконостас резной, деревянный, вызолоченный, украшен растительным орнаментом. В центральной части — пятиярусный, в приделах — о двух ярусах. В южном приделе находился киот с иконой преподобного Сергия Радонежского, украшенной золочёной резьбой.
На стенах между арками (с правой и с левой стороны) — изображения трёх святых, в том числе, преподобного Евфимия и Георгия Победоносца. Выше, под выступающими хорами — изображение «Феникса». (Иных росписей не было). Иконы все «старые, греческого письма».
На колокольне было шесть колоколов, весом от 10 фунтов до 25 пудов 27,5 фунтов. Большой колокол отлили в 1834 году.
В 1930-х годах храм был закрыт и осквернён: в советское время использовался под хозяйственные нужды (как зернохранилище). Позднее здание забросили. Доски пола прогнили; старинные росписи были серьёзно повреждены.

### Современность
Приход был образован вновь в 2008 году. Со следующего года началось восстановление храма.
В 2009 году сотрудниками  ГУK «Государственная дирекция по охране культурного наследия Липецкой области» был разработан проект реставрации здания. Работы проводились за счёт пожертвований частных лиц. Большая часть средств поступила от певицы (в прошлом — киноактрисы), исполнительницы православных песен Светланы Копыловой. За счёт сборов от её концертов удалось восстановить кровлю храма, воссоздать купола, побелить и расписать стены. Значительный вклад на возрождение церкви внесла и подруга Светланы Копыловой — народная артистка России Валентина Толкунова.
В 2011 году состоялось освящение храмовых колоколов. Чин освящения провёл архиепископ Липецкий и Елецкий Никон.
5 октября 2014 года совершено освящение храма.
Образы для иконостаса были созданы иконописцем из Йошкар-Олы Евгением Фроловым.
В 2015 году художники московской мастерской «Царьград» под руководством Дмитрия Трофимова расписали алтарную часть церкви. В следующем году ими был расписан храмовый купол.

## Духовенство
- Настоятель храма - иеромонах Аристарх (Мельников)[8]